# Parafia św. Marcina w Siedlcu
Parafia św. Marcina Biskupa w Siedlcu – parafia rzymskokatolicka należąca do dekanatu Łęczyca w diecezji łowickiej.
Erygowana w XIV w. przez arcybiskupa gnieźnieńskiego Jarosława Bogorię ze Skotnik.
Na obszarze parafii leżą miejscowości: Borów, Borucice, Chorki, Dąbie, Garbalin, Golbice, Goszczynno, Jacków, Koryta, Koryta-Osada, Krężelewice, Piekacie, Pilichy, Pruszki, Siedlec, Siedlew, Skrzynki, Szarowizna i Szłapy.